# Монастырь Девина-Вода
Монастырь Девина-Вода (серб. Манастир Девина Вода) или Девине-Воде (серб. Девине Воде) в честь Иконы Божией Матери «Троеручица»  — монастырь Рашско-Призренской епархии Сербской православной церкви. Расположен на пути между Звечаном и Зубин-Потоком в Северном Косове.
Монастырь назван в честь источника Девина Вода. 3 ноября 2002 года епископом Рашско-Призренским Артемием было совершено освящение краеугольного камня. Строительство церкви было закончено в 2006 году. Монастырь действует с 2009 года. В апреле 2010 года на служителей этого монастыря на 40 дней были наложены канонические прещения из-за непослушания решению Синоду СПЦ относительно епископа Артемия. В 2016 году была завершена роспись церкви.
Престольный праздник — 25 июля.